# Alfa-globulina
Le alfa-globuline (o α-globuline) sono un gruppo di proteine globulari del plasma, altamente mobili in soluzioni alcaline o cariche elettricamente. Inibiscono alcune proteasi del sangue.
Le principali proteine del sangue sono l'albumina e le α-globuline, le quali sono più piccole e meno numerose delle prime. Le α-globuline si dividono in due gruppi: α1-globuline e α2-globuline.

## α1-globuline
- α1-antitripsina
- α1-antichimotripsina
- α1-glicoproteina acida
- Siero amiloide A
- α1-lipoproteina
- α-fetoproteina

## α2-globuline
- Aptoglobina
- Proteine urinarie maggiori
- α2-macroglobulina
- Ceruloplasmina
- globulina legante la tiroxina (TBG)
- α2-antiplasmina
- Proteina C
- α2-lipoproteina
- Angiotensinogeno